# Канонизация царской семьи
Канонизация царской семьи — прославление в лике православных святых Николая II, его жены Александры Фёдоровны и их пятерых детей, расстрелянных в Екатеринбурге в ночь с 16 на 17 июля 1918 года. Канонизация связана с широким почитанием царской семьи православными верующими.
В 1981 году Русской православной церковью заграницей члены семьи Николая II были причислены к лику святости мученики. В 2000 году, после продолжительных споров, вызвавших значительный резонанс в России, они были канонизированы Русской православной церковью Московского патриархата (РПЦ МП). Одним из ключевых спорных вопросов был лик святости. Многие настаивали на лике мучеников (причиной чего является распространённая, но не имеющая подтверждений версия о «ритуальном убийстве» членов семьи), однако к этому лику причисляются пострадавшие именно за свидетельствование своей веры в Христа. В итоге РПЦ МП причислила их к лику святости страстотерпцы (лик для святых, которые, подражая Христу, с терпением перенесли страдания и смерть от рук политических противников).
В настоящее время почитаются этой церковью как царственные страстотерпцы. Однако на иконах, при освящении в их честь храмов и приделов нередко также именуются царственные мученики.

## Основные даты
- 1917 год — Февральская революция и отречение Николая II.
- 1918 год — расстрел царской семьи.
- В 1928 году царская семья причислена к лику святых мучеников Катакомбной церковью.
- В 1938 году[1] канонизированы Сербской православной церковью[2] (данный факт оспаривает профессор Московской духовной академии А. И. Осипов[3]). Первые известия об обращениях верующих в Синод Сербской церкви с прошением о канонизации Николая II относятся к 1930 году[4].
- В 1981 году царская семья прославлена Русской зарубежной церковью в лике мучеников.
- Октябрь 1996 года — Синодальная комиссия по канонизации святых Русской православной церкви представила свой доклад относительно прославления Царственных мучеников.
- 20 августа 2000 года Юбилейным архиерейским собором РПЦ были причислены к лику святых новомучеников и исповедников Российских, явленных и неявленных в лике страстотерпцев[5].

День памяти: 4 (17) июля (день расстрела), а также в числе Собора новомучеников — 25 января (7 февраля), если этот день совпадёт с воскресным днем, а если не совпадёт — то в ближайшее воскресенье после 25 января (7 февраля).

## Предыстория

### Расстрел
В ночь с 16 на 17 июля 1918 года семья Романовых и их слуги были расстреляны в подвале Ипатьевского дома по постановлению Уральского областного совета рабочих, крестьянских и солдатских депутатов, возглавлявшегося большевиками.
Список жертв:
| Семеро членов семьи Романовых 1. Николай Александрович, 50 лет 2. Александра Фёдоровна, 46 лет 3. Ольга, 22 года 4. Татьяна, 21 год 5. Мария, 19 лет 6. Анастасия, 17 лет 7. Алексей, 13 лет | А также - Евгений Боткин, лейб-медик (53 года) - Иван Харитонов, повар (48 лет) - Алексей Трупп, лакей (62 года) - Анна Демидова, горничная (40 лет) |

### «Стихийное» почитание
Почти незамедлительно после объявления о казни Николая II и его семьи в отдельных группах верующих слоёв российского общества начали возникать настроения, приведшие в итоге к канонизации.
Через три дня после расстрела, 8 (21) июля 1918 года во время богослужения в Казанском соборе в Москве патриарх Тихон произнёс проповедь, в которой обозначил «суть духовного подвига» царя и отношение церкви к вопросу казни: «На днях свершилось ужасное дело: расстрелян бывший Государь Николай Александрович… Мы должны, повинуясь учению слова Божия, осудить это дело, иначе кровь расстрелянного падет и на нас, а не только на тех, кто совершил его. Мы знаем, что он, отрекшись от престола, делал это, имея в виду благо России и из любви к ней. Он мог бы после отречения найти себе безопасность и сравнительно спокойную жизнь за границей, но не сделал этого, желая страдать вместе с Россией. Он ничего не предпринимал для улучшения своего положения, безропотно покорился судьбе». Кроме того, патриарх Тихон благословил архипастырей и пастырей совершать панихиды о Романовых.

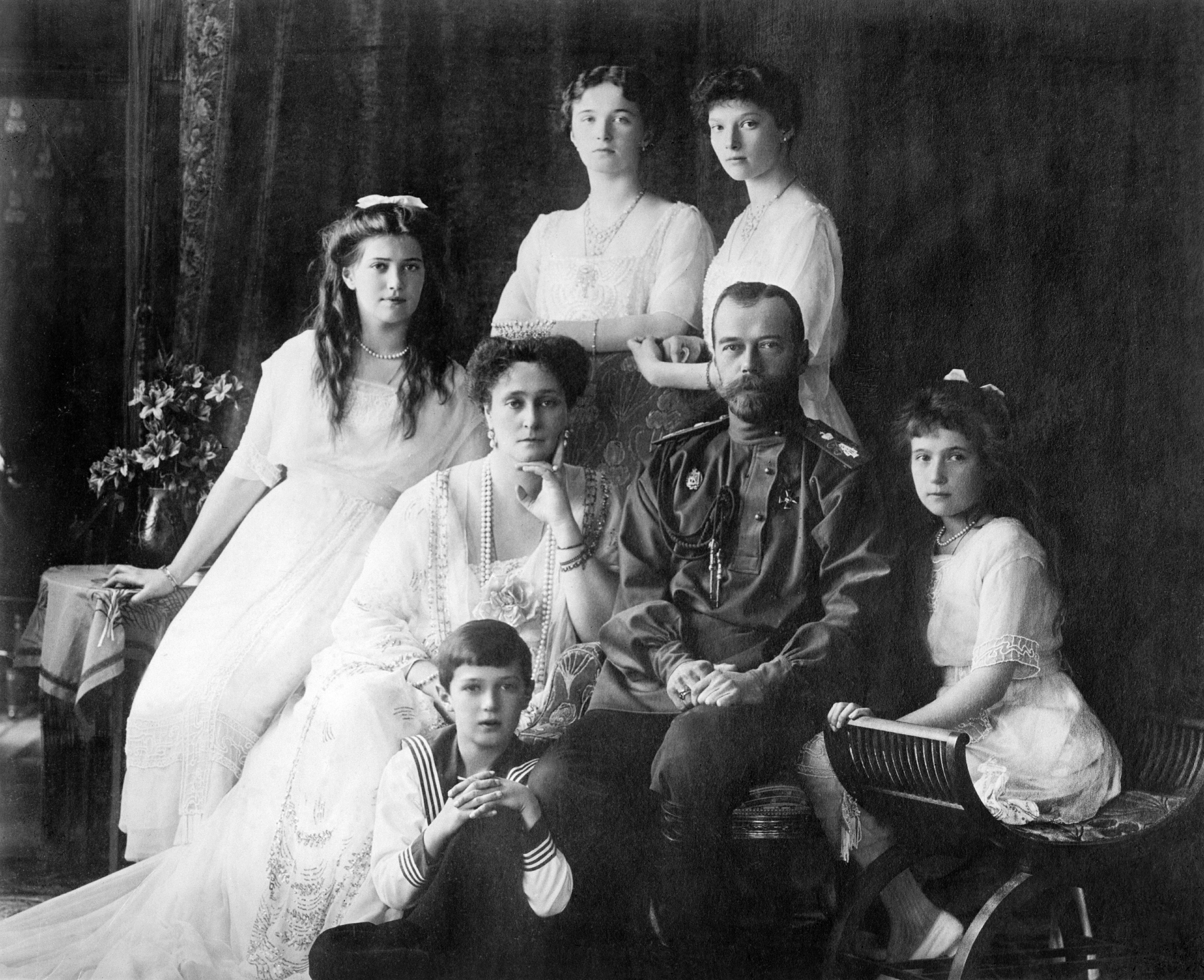
Дореволюционная фотография царской семьи, предназначенная для продажи

По мнению РПЦ, характерное для народа благоговейное уважение к миропомазаннику, трагические обстоятельства его смерти от рук врагов и жалость, которую вызывала гибель ни в чём не повинных детей, — из всего этого постепенно сформировалось отношение к царской семье не как к жертвам политической борьбы, а как к христианским мученикам. Как отмечал митрополит Крутицкий и Коломенский Ювеналий, «почитание Царской Семьи, начатое Тихоном, продолжалось — несмотря на господствовавшую идеологию — на протяжении нескольких десятилетий советского периода нашей истории. Священнослужители и миряне возносили к Богу молитвы о упокоении убиенных страдальцев, членах Царской Семьи. В домах в красном углу можно было видеть фотографии Царской Семьи». О масштабах этого почитания данных нет.
В эмигрантской среде эти настроения были ещё более очевидными. Например, в эмигрантской прессе появлялись сообщения о чудесах, совершённых царственными мучениками (1947). Митрополит Сурожский Антоний в интервью 1991 года, характеризующем ситуацию среди русских эмигрантов, указывал, что «многие за границей почитают их святыми. Те, кто принадлежит к патриаршей церкви или другим церквам, совершают панихиды в память их, а то и молебны. А в частном порядке считают себя свободными им молиться», что, по его мнению, уже является местным почитанием.
В 1981 году царская семья была прославлена решением Архиерейского собора Русской зарубежной церкви. Это событие усилило внимание к вопросу о святости последнего русского царя и в СССР.
Во второй половине 1980-х годов в связи с Перестройкой в советском обществе возросла политическая активность, стало возможным обсуждать запретные ранее темы. Одним из таких вопросов была канонизация царской семьи.
16 июля 1989 года вечером на пустыре, где ранее стоял дом Ипатьева, стали собираться люди. Там впервые открыто прозвучали народные молитвы Царственным мученикам. 18 августа 1990 года на месте Ипатьевского дома был установлен первый деревянный крест, возле которого верующие стали молиться один-два раза в неделю, читать акафисты.
В 1980-х годах в России также был поднят вопрос об официальной канонизации хотя бы расстрелянных детей, чья безвинность не вызывает сомнений. Упоминаются написанные без церковного благословения иконы, в которых были изображены только они одни, без родителей. В 1992 году к лику святых была причислена сестра императрицы великая княгиня Елизавета Фёдоровна, ещё одна жертва большевиков. Тем не менее существовало и большое число противников канонизации.

## История

### Русская православная церковь заграницей
C начала 1920-х годов о царской семье в печати РПЦ3 говорилось как о мученически убиенной. Императора при этом называли мучеником и страстотерпцем. Сначала такие именования имели скорее метафорический смысл, но ко второй половине 1930-х годов установилось восприятие Николая II как святого. Различные эмигрантские организации настойчиво требовали от Русской православной церкви заграницей (РПЦЗ) канонизации Николая II уже в 1920—1930 годах. Так, обращаясь в 1938 году ко Второму всезарубежному собору, «Царский вестник» писал: «Честные архипастыри и отцы! Сыновне молим Вас исполнить это самое великое дело Вашей земной жизни. Ведь если Вы не прославите Царя-Искупителя, то встанут из своих безвестных могил все замученные и прославят Его!». Однако эти инициативы встречали сдержанное отношение высших иерархов РПЦЗ. Митрополит Антоний (Храповицкий) так объяснял своё мнение о том, что канонизация Николая II преждевременна:

Я надеюсь и даже питаю уверенность, что Господь принял Его душу в Своё Небесное Царство, но отсюда ещё далеко до прославления Его как святого. Правда, бывали случаи, когда неповинная смерть праведников сама по себе была принимаема современниками, как основание для его прославления. Такова была кончина св[ятых] благоверных князей Бориса и Глеба от руки братоубийцы Святополка. Однако это событие было принято как доказательство их святости после того, когда погребение их стало сопровождаться многочисленными исцелениями больных и т. п. явными чудесами. <…> Если Господь, паче чаяния, соблаговолит так прославить кротчайшего и смиренного сердцем Царя Николая Александровича, то Ваше благочестивое желание, вероятно, будет исполнено.
Митрополит обращал внимание, что для канонизации должны быть выполнены следующие условия: «либо освидетельствованы мощи покойного как нетленные, либо собраны и проверены сказания о чудесах, совершённых по его молитвам Богу. Церковь относится, конечно, с полной серьёзностью к такому делу и чрезвычайно строго проверяет сказания об исцелениях, произведённых праведником или об его явлениях после кончины». Однако в посланиях Второго всезарубежного собора 1938 года Николая II уже называют мучеником.
Между тем, канонизации препятствовало то, что в эмиграции долгое время ходили слухи о спасении императора и некоторых членов царской семьи. В середине 1920-х годов не были редкостью подаваемые на литургию записки о здравии царской семьи. Архиепископ Феофан (Быстров) до конца дней своих был убежден в том, что царская семья осталась в живых. В марте 1927 года епископ Берлинский и Германский Тихон (Лященко) отслужил молебен о здравии царской семьи и сказал в проповеди, что разделяет надежу на её спасение. Долгое время не верил в гибель царской семьи и архиепископ Серафим (Соболев), который продолжал служить молебны о здравии семьи императора даже тогда, когда в храмах Зарубежной Церкви по страстотерпцам в основном служились панихиды. Архиерейский синод РПЦЗ достаточно долго разрешал служить молебны о здравии и спасении семьи императора Николая II. Архиерейский Собор 1927 года запретил архиереям служить молебны о здравии и спасении Николая II и его семьи, однако рядовые священники имели право служить молебны и после этого определения. Хотя в соборных документах РПЦЗ именовала Николая II и его семью погибшими, официально Русская Зарубежная Церковь долгое время отказывалась от главного акта, подтверждающего гибель императора — его отпевания. Архиерейский собор РПЦЗ 1936 года отказался разрешить отпевание царской семьи именно из-за того, что родственники расстрелянного императора продолжают надеяться на её спасение. И только Архиерейский собор 1938 года предписал совершить отпевание 14 ноября 1938 года. Однако постановление не было исполнено в то время.
В послевоенное время число тех, кто верил в спасение императорской семьи сокразалось. Русская Зарубежная Церковь со своей стороны постоянно указывала на то, что убийство царской семьи лежит тяжким грузом не только на тех, кто осуществил это злодеяние, но и на всем русском народе, который предал императора и допустил его расстрел. 17 июля стал именоваться в русском зарубежье «Днем русской скорби». В этот день по царской семье служились панихиды. В декабре 1950 года Архиерейский Собор РПЦ3 предписал совершать заупокойные богослужения «во всех храмах Русской Зарубежной Церкви по Царе Мученике Николае II в день его рождения 6 мая, в день тезоименитства 6 декабря и особенно в 4/17 июля, когда должны быть совершаемы кроме панихид и заупокойные литургии о невинно убиенных страдальцах». 22 декабря 1956 года Архиерейский Собор принял решение объявить день 17 июля днём всеобщего поста и покаяния. К середине 1960-х годов вопрос об убиении царской семьи стал особенно актуальным. Связано это было с появлением самозванцев, выдававших себя за выживших императорских детей. 22 декабря 1964 года Архиерейский синод РПЦЗ официально заявил, что смерть императора и его семьи является установленной, напомнив о необходимости соблюдать пост и пребывать в молитве в день убийства царской семьи 17 июля. Наконец, Архиерейский собор 1967 года постановил во всех богослужебных поминовениях именовать императора «убиенным Царём-мучеником», а 19 мая 1968 года Архиерейский собор РПЦЗ принял решение об отпевании. В документе было отмечено, что отпевание приурочено к 50-летию со дня убийства императора. 26 февраля 1968 года Архиерейский синод РПЦЗ назначил дату отпевания семьи императора на 17 июля 1968 года. Торжественное отпевание царской семьи проходило сразу в нескольких местах — в Знаменском синодальном соборе в Нью-Йорке, в кафедральных соборах, в храмах-памятниках, а также в Русской духовной миссии в Иерусалиме.
Ещё одной причиной, по которой РПЦЗ так долго не канонизировала Николая II и членов его семьи, был отказ от совершения самостоятельных канонизаций вообще. Канонизация того или иного подвижника в РПЦЗ означала бы, что РПЦЗ либо считает себя независимой Церковью, либо берёт на себя полномочия Всероссийской Церкви, на что не могли пойти ни митрополит Антоний (Храповицкий), ни митрополит Анастасий (Грибановский). Однако с 1940-х годов самосознание РПЦЗ стало меняться, ужесточилась критика Московской патриархии. С 1950-е годов РПЦЗ стала воспринимать себя как неповреждённую Церковь, носительницу идей Святой Руси. Избранный в 1964 году митрополит Филарет (Вознесенский) уже не возражал против прославления новых святых, и в в том же году к лику святых был причислен Иоанн Кронштадтский. Канонизации других святых после этого стали только делом времени. Архиерейский собор РПЦЗ 1971 года поручил Архиерейскому синоду РПЦЗ начать сбор материалов о новомучениках и исповедниках Российских во главе с «Царём Мучеником и Царской семьёй».
Подготовка к канонизации породила новые споры в эмиграции о царствовании Николая II.. Высказывалось предложение о канонизации новомучеников без царской семьи. Звучали заявления, что к лику святых должны быть причислены лишь дети императора, также были высказаны возражения против канонизации императрицы Александры Фёдоровны (последнее мнение высказывалось особенно часто). Вызывал споры и вопрос о месте, которое должна занимать в списке новомучеников царская семья. В вопросе канонизации столкнулись также мнения двух иерархов РПЦЗ — архиепископа Антония (Бартошевича) и епископа Нектария (Концевича). Антоний настаивал, чтобы царю не отводилось особое место и чтобы во время богослужения имя его упоминалось в тропаре новомученикам после имён иерархов. Нектарий же считал, что духовное возрождение России зависит от канонизации Николая II как главы всех новомучеников и когда верующие на российской земле начнут обращаться к нему в молитвах, то Бог по ходатайству Николая II сможет сотворить чудо, «сняв с совести Русского Народа тяжкий грех цареубийства, дыханием уст Своих может сдунуть с лица Русской Земли иго и всю нечистоту богоборческой власти». В РПЦЗ присутствовала идея, что убийство царской семьи было «ритуальным» и совершённым евреями-слугами грядущего антихриста, о чём «свидетельствовала» «каббалистическая надпись». Так, эту версию в проповеди на 54-ю годовщину убийства излагал один из виднейших иерархов РПЦЗ, ректор семинарии в Джорданвилле, архиепископ Аверкий (Таушев). Но эти споры касались скорее частных вопросов, а общее решение о канонизации уже было принято.
В 1981 году Архиерейский собор РПЦЗ причислил к лику святых Николая II, всю царскую семью и их слуг. При это собор принял сторону архиепископа Антония, однако, по мнению историка И. В. Семененко-Басина, «это не могло поколебать тех, кто был убеждён в особой, мистической роли Николая II в судьбах мира». Одновременно с царской семьёй были канонизированы российские новомученики и исповедники, пострадавшие при советской власти. Архимандрит Киприан (Пыжов) написал соответствующую икону, на которой семья Николая II помещена в её центре, что соответствовало монархическим идеалам, распространённым в РПЦЗ. В РПЦЗ были изданы в 1982 году в Монреале «Служба Святым Царственным Мученикам» и в 1983 году в Джорданвилле «Служба святым новомученикам и исповедникам российским». C того же времени со стороны Зарубежной Церкви стали звучать требования в адрес московской церковной власти канонизировать императора Николая II и новомучеников Российских.

### Московский Патриархат

Александра Фёдоровна. Современная икона

Русская православная церковь последней подняла вопрос о канонизации расстрелянных монархов, что было связано с политической ситуацией в стране. При рассмотрении этого вопроса перед ней стоял пример других православных церквей, репутация, которой уже давно начали пользоваться погибшие в глазах верующих, а также тот факт, что они уже были прославлены как местночтимые святые в Екатеринбургской, Луганской, Брянской, Одесской и Тульчинской епархиях.
Канонизации РПЦ предшествовала длительная дискуссия, которая велась в церковном сообществе: как по принципиальному вопросу — заслуживает ли семья Романовых канонизации, так и по частной проблеме — в каком чине — великомучеников, страстотерпцев или просто мучеников — это прославление должно произойти. Острая полемика, нередко перетекавшая во взаимные обвинения сторон, происходила на страницах официальных церковных изданий и в обширном пространстве православной публицистики различных направлений.
Принято считать, что царская семья была расстреляна в Ипатьевском доме в Екатеринбурге 17 июля 1918 года. Исследователи вели многолетние споры о судьбе царских останков. Помимо общепринятой версией о гибели царственной семьи от пуль, существует версия о «ритуальном» убийстве царственной семьи Романовых. Правые радикалы подчеркивали «еврейское происхождение» организаторов убийства и наличие «каббалистической надписи», которая якобы была обнаружена на стене дома Ипатьева. Они выделяют среди преступников заявленных ими «евреев» и одного реального еврея — Якова Юровского. Из идеи, что царь был подвергнут истязаниям евреями, некоторые священнослужители делают вывод, что это обстоятельство уподобляет царя Христу и само по себе даёт ему право на святость. Другие священники идут ещё дальше, предполагая, что русская история повторила жизнь Христа. Большевистская революция с её «еврейскими» палачами связывается с «распятием России».
Одной из важных сторон полемики, которая велась внутри церковной среды, стал вопрос об обстоятельствах кончины царской семьи: была ли она «ритуальным убийством» или стала традиционным мученическим подвигом — подражанием страданиям Христа и мученическим свидетельством о православной вере.
В 1992 году определением Архиерейского собора от 31 марта — 4 апреля Синодальной комиссии по канонизации святых было поручено «при изучении подвигов новомучеников Российских начать исследование материалов, связанных с мученической кончиной Царской Семьи». С 1992 по 1997 год комиссия, возглавляемая митрополитом Крутицким и Коломенским Ювеналием (Поярковым), посвятила рассмотрению этой темы 19 заседаний, в перерывах между которыми члены комиссии углублённо изучали жизнь царской семьи. На Архиерейском соборе 1994 года в докладе председателя комиссии была изложена позиция по ряду завершённых к тому времени исследований.
Об итогах работы комиссии было доложено Священному синоду на заседании 10 октября 1996 года. На основе доклада стали возможными дальнейшие шаги.
Тезисы доклада:
- Канонизация не должна дать поводов и аргументов в политической борьбе или мирских противостояниях. Её цель, напротив, — способствовать объединению народа Божия в вере и благочестии.
- В связи с особенно активной деятельностью современных монархистов комиссия особо подчеркнула свою позицию: «канонизация Монарха никоим образом не связана с монархической идеологией и, тем более, не обозначает „канонизации“ монархической формы правления… Прославляя святого, Церковь не преследует политических целей… но свидетельствует перед уже чтущим праведника народом Божиим, что канонизуемый ею подвижник действительно угодил Богу и предстательствует за нас пред Престолом Божиим, независимо от того, какое положение он занимал в своей земной жизни»[7].
- Комиссия отметила, что в жизни Николая II было два неравных по продолжительности и духовной значимости периода — время царствования и время пребывания в заключении. В первом периоде (пребывания у власти) комиссия не нашла достаточных оснований для канонизации, второй период (духовных и физических страданий) для Церкви является более важным, и поэтому она сосредоточила своё внимание на нём.

На основании доводов, учтённых РПЦ, а также благодаря прошениям и чудесам комиссия сделала вывод:
За многими страданиями, перенесёнными Царской Семьёй за последние 17 месяцев жизни, которая закончилась расстрелом в подвале Екатеринбургского Ипатьевского дома в ночь на 17 июля 1918 года, мы видим людей, искренне стремившихся воплотить в своей жизни заповеди Евангелия. В страданиях, перенесённых Царской Семьей в заточении с кротостью, терпением и смирением, в их мученической кончине был явлен побеждающий зло свет Христовой веры, подобно тому, как он воссиял в жизни и смерти миллионов православных христиан, претерпевших гонение за Христа в XX веке.

Именно в осмыслении этого подвига Царской Семьи Комиссия в полном единомыслии и с одобрения Священного Синода находит возможным прославить в Соборе новомучеников и исповедников Российских в лике страстотерпцев Императора Николая II, Императрицу Александру, Царевича Алексия, Великих Княжен Ольгу, Татьяну, Марию и Анастасию».
В 2000 году на Архиерейском соборе Русской православной церкви царская семья была причислена к лику святых в составе Собора новомучеников и исповедников Российских, явленных и неявленных (общим числом включающим 860 человек). Окончательное решение было принято 14 августа на собрании в зале храма Христа Спасителя в Москве, и до самого последнего момента не было известно, состоится ли канонизация или нет. Голосовали вставанием, и решение было принято единогласно. Единственным из церковных иерархов, высказавшихся против канонизации царской семьи, стал митрополит Нижегородский Николай (Кутепов): «…когда все архиереи подписывали канонизационный акт, я пометил около своей росписи, что подписываю всё, кроме третьего пункта. В третьем пункте шёл царь-батюшка, и я под его канонизацией не подписывался… он государственный изменник… он, можно сказать, санкционировал развал страны. И в противном меня никто не убедит».
Чин канонизации был совершён 20 августа 2000 года. В храме Христа Спасителя в присутствии глав и представителей всех православных автокефальных церквей прошло прославление многих новомучеников и исповедников Российских XX века, включая царскую семью в полном составе.

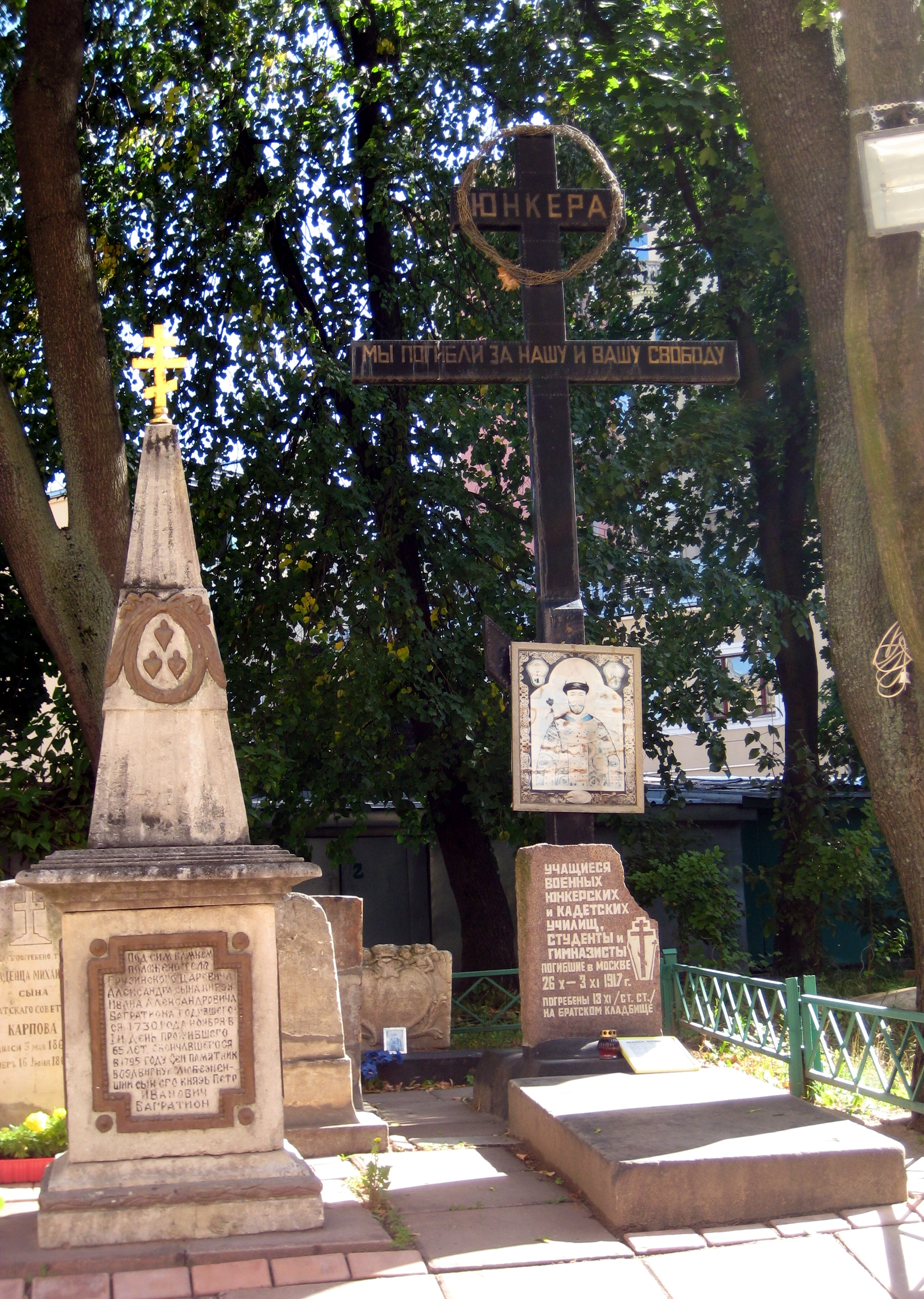
Мемориал при храме Всех Святых на Соколе. Памятный крест юнкерам, погибшим во время Октябрьского переворота в Москве, украшенный выцветшей иконой Николая II

Из «Деяния о соборном прославлении новомучеников и исповедников Российских XX века»:
Прославить как страстотерпцев в сонме новомучеников и исповедников Российских Царскую семью: Императора Николая II, Императрицу Александру, царевича Алексия, великих княжен Ольгу, Татиану, Марию и Анастасию. В последнем православном Российском монархе и членах его Семьи мы видим людей, искренне стремившихся воплотить в своей жизни заповеди Евангелия. В страданиях, перенесенных Царской семьей в заточении с кротостью, терпением и смирением, в их мученической кончине в Екатеринбурге в ночь на 4 (17) июля 1918 года, был явлен побеждающий зло свет Христовой веры, подобно тому, как он воссиял в жизни и смерти миллионов православных христиан, претерпевших гонение за Христа в XX веке… Сообщить имена новопрославленных святых Предстоятелям братских Поместных Православных Церквей для включения их в святцы.Журнал Московской Патриархии. 2000. № 9. С. 12.
При канонизации царской семьи Московская патриархия не последовала призыву радикальных кругов, которые требовали признать членов царской семьи не просто святыми, но жертвами «ритуального жертвоприношения». Погибшие были канонизированы как страстотерпцы, а не как мученики. Канонизация царской семьи в чине страстотерпцев позволила трактовать это убийство, которое было совершено революционерами прежде всего по политическим мотивам, в качестве жертвенного подражания Христу, религиозно-нравственного подвига кротости и смирения царя и его домочадцев. Страстотерпцы могут принять мученический венец не от иноверцев, а от «своих» же палачей. РПЦ приняла точку зрения государственной следственной экспертизы. Криминалист Владимир Соловьёв полностью отверг версию «ритуального убийства». Согласно его выводам, все участники казни были атеистами и интернационалистами, группа почти полностью состояла из русских, с участием одного еврея (Я. М. Юровского).

#### Предпосылки
В РПЦЗ святость императорской семьи была возведена практически в степень догмата веры. Так, до объединения РПЦ и РПЦЗ, священникам РПЦ при переходе в РПЦЗ необходимо было отдельно упомянуть признание этой святости в стандартном тексте покаяния.
Когда встал вопрос об объединении церквей, признание святости императорской семьи было обозначено иерархами РПЦЗ как необходимое условие примирения с РПЦ. Объединение в итоге состоялось через семь лет после канонизации РПЦ царской семьи, в 2007 году.
Такое представление нашло себе многих сторонников и в среде духовенства и мирян Московского патриархата. По словам Сергея Чапнина: «очевидно, что люди требовали „политического“ прославления. Для них подвиг царя, кротость и смирение всей его семьи, были чем-то второстепенным. Канонизация Царской семьи мыслилась как канонизация монархии и гигантского комплекса мифов, которые у некоторых „постсоветских“ православных ассоциировались с царской Россией и воплощались в образе императора».

#### Доводы в пользу канонизации

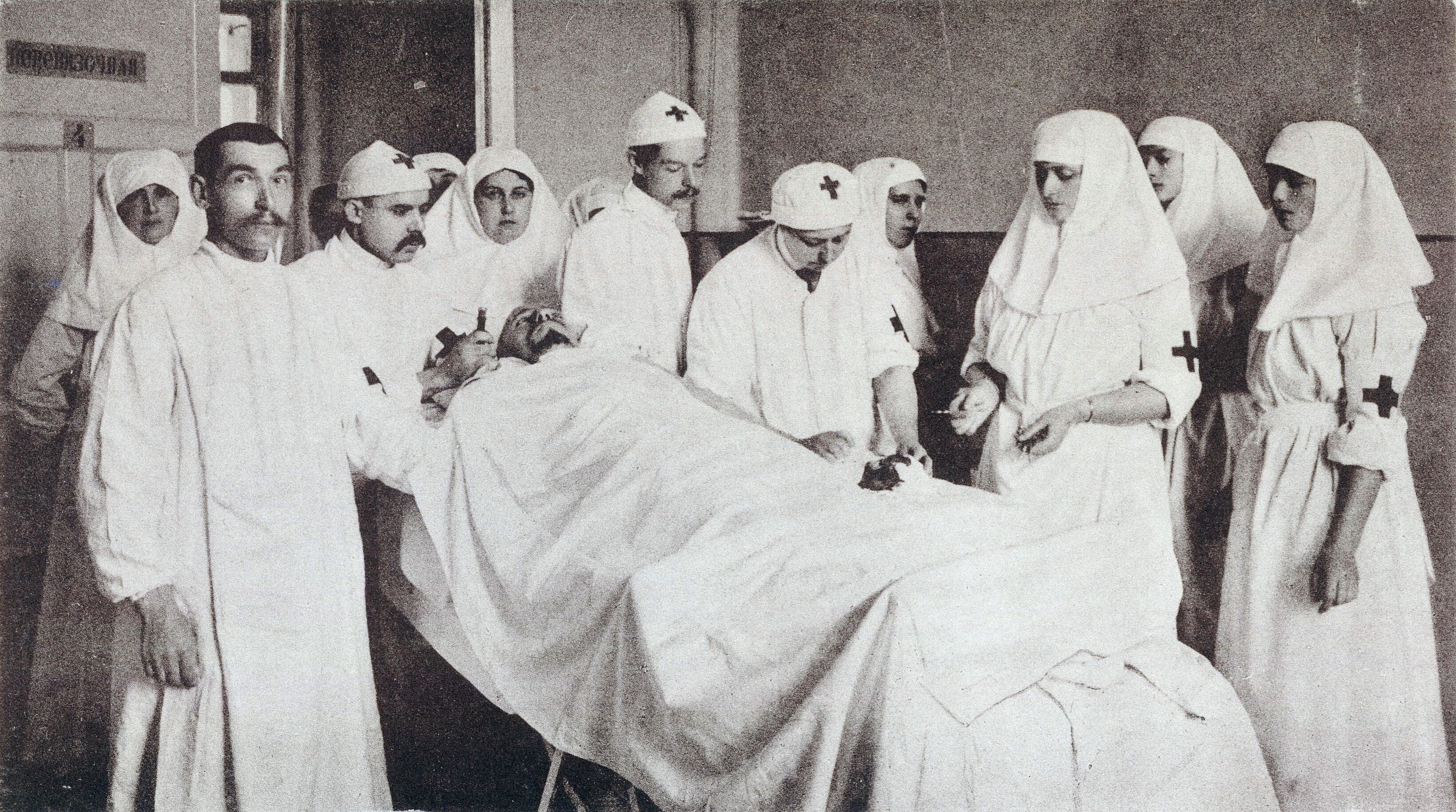
Императрица Александра Фёдоровна с дочерьми ассистирует Вере Гедройц в операционной, 1915

- Обстоятельства кончины — физические, нравственные страдания и смерть от рук политических противников.
- Широкое народное почитание царственных страстотерпцев послужило одним из главных оснований для их прославления в лике святых[2].
  - Митрополит Ювеналий (Поярков): «обращения отдельных клириков и мирян, а также групп верующих из разных епархий с поддержкой канонизации Царской Семьи. Под некоторыми из них стоят подписи нескольких тысяч лиц. Среди авторов таких обращений есть и русские эмигранты, а также клирики и миряне братских Православных Церквей. Многие из обратившихся в Комиссию высказались за скорейшую, безотлагательную канонизацию Царственных мучеников. Мысль о необходимости скорейшего прославления Государя и Царственных мучеников выразил ряд церковно-общественных организаций». По словам митрополита Ювеналия, за три года было получено 22 873 обращения за прославление царской семьи[37].
- Согласно докладу митрополита Ювеналия, «Свидетельства о чудесах и благодатной помощи по молитвам к Царственным мученикам. Речь идёт в них об исцелениях, соединении разобщённых семей, защите церковного достояния от раскольников. Особенно обильны свидетельства о мироточении икон с изображениями Императора Николая II и Царственных мучеников, о благоухании и чудесном проступании на иконных ликах Царственных мучеников пятен кровавого цвета».
- Личное благочестие государя: император уделял большое внимание нуждам Православной церкви, щедро жертвовал на постройку новых храмов, в том числе и за пределами России. Глубокая религиозность выделяли императорскую чету среди представителей аристократии того периода. Все её члены жили в соответствии с традициями православного благочестия. За годы его царствования было канонизовано святых больше, чем за два предшествующих столетия (в частности, Феодосий Черниговский, Серафим Саровский, Анна Кашинская, Иоасаф Белгородский, Гермоген Московский, Питирим Тамбовский, Иоанн Тобольский).
- «Церковная политика Императора не вышла за рамки традиционной синодальной системы управления Церковью. Однако именно в царствование Императора Николая II дотоле два века официально безмолвствовавшая по вопросу о созыве Собора церковная иерархия получила возможность не только широко обсуждать, но и практически подготовить созыв Поместного Собора».
- Деятельность императрицы и великих княжон как сестёр милосердия во время войны.
- «Император Николай Александрович часто уподоблял свою жизнь испытаниям страдальца Иова, в день церковной памяти которого родился. Приняв свой крест так же, как библейский праведник, он перенёс все ниспосланные ему испытания твёрдо, кротко и без тени ропота. Именно это долготерпение с особенной ясностью открывается в последних днях жизни Императора. С момента отречения не столько внешние события, сколько внутреннее духовное состояние Государя обращает на себя наше внимание»[7]. Большинство свидетелей последнего периода жизни Царственных мучеников говорят об узниках Тобольского губернаторского и Екатеринбургского Ипатьевского домов как о людях страдавших и, несмотря на все издевательства и оскорбления, ведших благочестивую жизнь. «Их истинное величие проистекало не из их царского достоинства, а от той удивительной нравственной высоты, на которую они постепенно поднялись»[7].

#### Доводы против
- Православный историк Д. В. Поспеловский в качестве аргумента против канонизации указывал на свидетельство знавших государя офицеров о его «удивительно безучастном» отношении к массовым человеческим жертвам в Первой мировой войне: «такие ли ещё погибали, обойдемся с другими, ещё хватит»[38]. По комментариям опубликовавшего дневники императора историка К. Ф. Шацилло, убийство очередной кошки, истреблением которых Николай II развлекался в отсутствие более подходящей для охоты живности, было для Николая важнее, чем рассказ вернувшегося с Русско-японской войны приближённого[39].
- Поспеловский в качестве довода против канонизации ссылался на «колоссальный удар по народной вере в царя и сакральность монархии» и отождествлявшейся с ними «государственной Церкви» вследствие жестокости царя в подавлении революции, расправах с рабочими беспорядками, крестьянскими бунтами и др.[40]
- Митрополит Нижегородский и Арзамасский Николай (Кутепов) последовательно и принципиально выступал против канонизации Николая II, считая его государственным изменником, поскольку, по мнению митрополита, император обладал всей полнотой власти, включая применение силы «вплоть до лишения жизни», чтобы усмирить восставших, но не сделал этого, чем способствовал распаду страны. На Архиерейском Соборе 1997 года Кутепов заявлял, что считает Николая II ответственным за смерть российских новомучеников, поскольку тот «в здравом уме и твёрдой памяти» отрёкся от престола[41].
- Гибель императора Николая II и членов его семьи не была мученической смертью за Христа, а лишь результатом политических репрессий[42].
- Активное движение за канонизацию царской семьи в 1990-е годы носило не духовный, а политический характер[3][43].
- Профессор Московской духовной академии А. И. Осипов, один из наиболее авторитетных богословов Московского Патриархата, отказался рассматривать не только «ритуальный» характер убийства, но также и сам факт гибели царской семьи по религиозным мотивам. По его мнению, «Бывший Царь пострадал не как христианский мученик, а как политический деятель… Убийство произошло по совершенно понятным причинам: убийцы боялись реставрации монархической власти…». Осипов писал, что «канонизация способна ещё серьезнее осложнить ситуацию в нашем обществе и разделить его еще по одному признаку, ибо многими данный акт будет воспринят как принуждение их совести к почитанию того, в ком они не видят ни должного примера христианской жизни, ни тем более святости» (1998)[44]. «Ни святой Патриарх Тихон, ни святой митрополит Петроградский Вениамин, ни святой митрополит Крутицкий Пётр, ни святой митрополит Серафим (Чичагов), ни святой архиепископ Фаддей, ни архиепископ Иларион (Троицкий), который, без сомнения, вскоре будет причислен к лику святых, ни другие ныне прославленные нашей Церковью иерархи, новомученики, знавшие значительно больше и лучше, чем мы теперь, личность бывшего Царя — никто из них ни разу не высказал мысли о нём, как святом страстотерпце (а в то время об этом ещё можно было заявить во весь голос)»[3]. По его мнению, «религиозность царской четы при всей её внешне традиционной православности носила отчетливо выраженный характер интерконфессионального мистицизма»[3].
- По мнению Д. В. Поспеловского подобно тому, как призыв Карловацкого собора в 1921 году к восстановлению на престоле дома Романовых привёл к расколу в Зарубежье, решение о канонизации могло способствовать разделению Церкви по образовательному признаку: интеллигенция (включая часть духовенства) — по одну сторону, менее грамотные слои — по другую[45].

#### Опровержение доводов против со стороны РПЦ
- Вину за События 9 января 1905 года нельзя возлагать на императора. Петиция о рабочих нуждах, с которой рабочие шли к царю, имела характер революционного ультиматума, что исключало возможность её принятия или обсуждения[46]. Решение о недопущении рабочих на площадь Зимнего дворца принял не император, а правительство во главе с министром внутренних дел П. Д. Святополк-Мирским. Министр Святополк-Мирский не снабдил императора достаточной информацией о происходящих событиях, а его сообщения носили успокоительный характер[47]. Приказ войскам об открытии огня также отдал не император, а командующий Санкт-Петербургским военным округом великий князь Владимир Александрович. Таким образом, «исторические данные не позволяют обнаружить в действиях Государя в январские дни 1905 года сознательной злой воли, обращённой против народа и воплощённой в конкретных греховных решениях и поступках»[7]. Тем не менее император Николай II не усмотрел в действиях командующего предосудительных действий по расстрелу демонстраций: командующий не был ни осуждён, ни отстранён от должности. Но он усмотрел вину в действиях министра Святополк-Мирского и градоначальника И. А. Фуллона, которые были отправлены в отставку сразу после январских событий.
- Вина Николая II как неудачливого государственного деятеля не должна рассматриваться: «мы должны оценивать не ту или иную форму государственного устройства, но место, которое занимает конкретное лицо в государственном механизме. Оценке подлежит, насколько то или иное лицо сумело воплотить в своей деятельности христианские идеалы. Николай II относился к несению обязанностей монарха как к своему священному долгу»[7].
- Отречение от царского сана не является преступлением против церкви: «Характерное для некоторых противников канонизации Императора Николая II стремление представить его отречение от Престола как церковно-каноническое преступление, подобное отказу представителя церковной иерархии от священного сана, не может быть признано имеющим сколько-нибудь серьёзные основания. Канонический статус миропомазанного на Царство православного государя не был определён в церковных канонах. Поэтому попытки обнаружить состав некоего церковно-канонического преступления в отречении Императора Николая II от власти представляются несостоятельными»[48]. Напротив, «Духовные мотивы, по которым последний российский Государь, не желавший проливать кровь подданных, решил отречься от Престола во имя внутреннего мира в России, придаёт его поступку подлинно нравственный характер»[49].
- Согласно заключению Синодальной комиссии по канонизации: «В отношении с Распутиным присутствовал элемент человеческой немощи», однако видеть в них «признаки духовной прелести, а тем более недостаточной воцерковленности — нет никаких оснований»[7].

## Аспекты

### Лик святости
В православии существует развитая и тщательно проработанная иерархия ликов святости — категорий, на которые принято разделять святых в зависимости от их трудов при жизни. Вопрос, к какому именно лику святых следует причислить царскую семью, вызывает немало споров среди различных течений Православной церкви, по-разному оценивающих жизнь и кончину семьи.

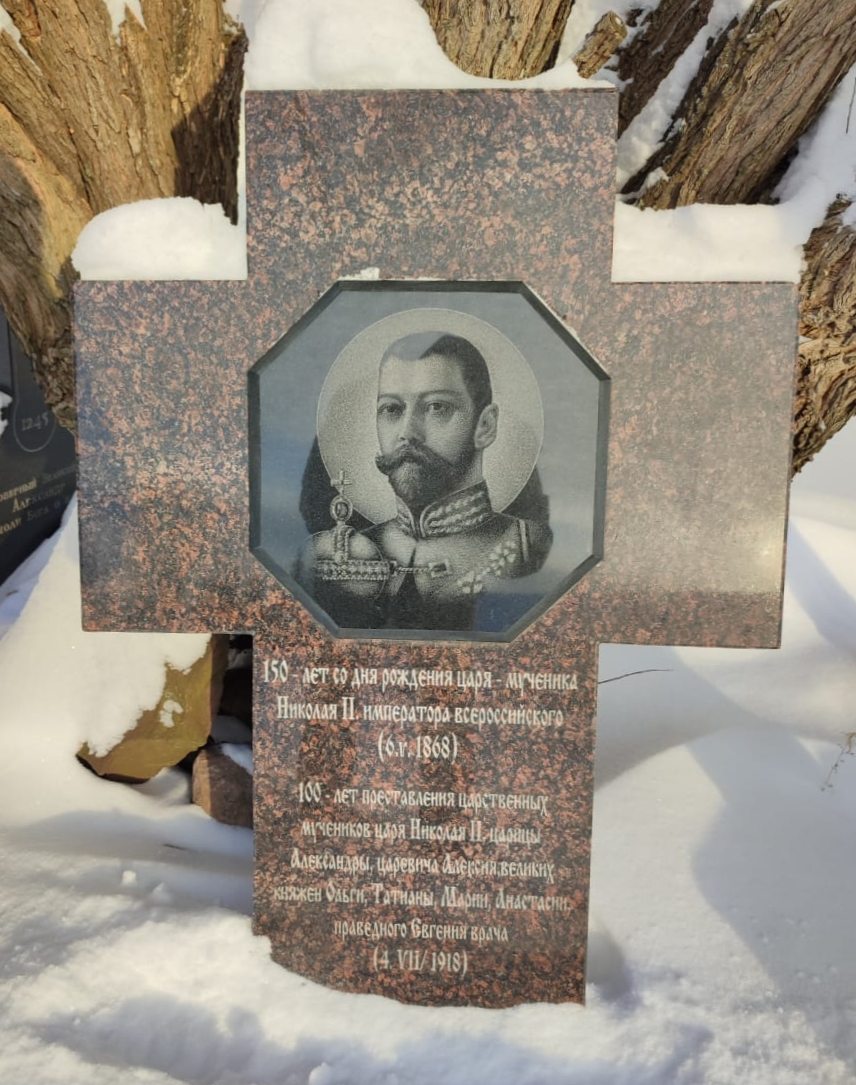
Крест в память 150-летия (царя-мученика) Николая II и 100-летия расстрела царской семьи (преставления царственных мучеников), Николо-Тихонов монастырь, Ивановская область

- Страстотерпцы — вариант, избранный Русской православной церковью. В житийной и литургической традиции Русской церкви понятие «страстотерпец» употребляется применительно к тем русским святым, которые, «подражая Христу, с терпением переносили физические, нравственные страдания и смерть от рук политических противников. В истории Русской церкви такими страстотерпцами были святые благоверные князья Борис и Глеб (1015), Игорь Черниговский (†1147), Андрей Боголюбский (†1174), Михаил Тверской (†1318), царевич Димитрий (†1591). Все они своим подвигом страстотерпцев явили высокий образец христианской нравственности и терпения»[7].
- Мученики — вариант, избранный РПЦЗ. Однако для причисления к данному лику святости необходимо, чтобы святой пострадал именно за свидетельствование своей веры в Христа, в то время как от царской семьи никто не требовал отречения от Бога и Церкви[50]. Причиной выбора этого варианта в РПЦЗ стал пересмотр традиционных принципов канонизации в лике мучеников бежавшим из СССР протоиереем Михаилом Польским, который, исходя из признания «советской власти» в СССР по существу антихристианской, полагал новомучениками российскими всех православных христиан, убитых представителями государственной власти в Советской России[51], причём в его трактовке христианское мученичество смывает с человека все ранее бывшие грехи[52]. На заседании Священного Синода 10 октября 1996 года, митрополит Крутицкий и Коломенский Ювеналий (Поярков), председатель Синодальной комиссии по канонизации святых, затронул тему «ритуального убийства»: «Современный экспертный богословский анализ вопроса о так называемом „ритуальном убийстве“ подтверждает отрицательную экспертизу группы русских православных богословов, выступивших в 1913 году на процессе Бейлиса. И анализ обстоятельств того, как произошло убийство Царской Семьи, не позволяет сделать вывод о его ритуальном характере». В год канонизации РПЦ (2000) руководитель отдела внешних церковных сношений Московского патриархата Всеволод Чаплин выступил в «Международной еврейской газете» со словами: «Комиссия Священного Синода по канонизации святых высказалась отрицательно по поводу этой версии» (ритуального убийства)[32]. Тем не менее на многих иконах, написанных иконописцами Московского Патриархата уже после 2000 года, Николай II всё равно именуется мучеником.
- Благоверные — наиболее распространённый лик святости для монархов. В России этот эпитет даже выступал частью официального титула великих князей и первых царей[53]. Он применялся для святых, канонизированных за святость, явленную в управлении вверенной им области или страны. Благоверные правители могли быть одновременно мучениками (как, например, Михаил Всеволодович Чёрный, Черниговский) или страстотерпцами (как, например, Борис и Глеб). По мнению профессора Московской духовной академии А. И. Осипова, в лике благоверных прославляются лица, имевшие статус правителей на момент смерти, тогда как Николай II, отрёкшись от престола, такого статуса лишился, создав соблазн для верующих и не претерпев, по слову Евангелия, до конца (Мф. 10:22)[3]. Более того, Осипов считает, что при отречении Николая II от престола произошло также его отречение от благодати, полученной, по учению Церкви, при миропомазании в момент венчания на царство. Несмотря на это, в радикальных монархических кругах Николай II почитается и в лике благоверных.
- В некоторых радикальных монархических и православных маргинальных сообществах в отношении Николая II употребляется эпитет «искупитель». Это проявлялось в письменных обращениях, направленных в Московскую патриархию при рассмотрении вопроса о канонизации царской семьи[3], и в неканонических акафистах и молитвах: «О пречудный и преславный царю-искупителю Николае»[54]. Однако на собрании московского духовенства патриарх Алексий II однозначно высказался о недопустимости подобного, заявив, что «если он увидит в каком-нибудь храме книги, в которых Николай II именуется Искупителем, то будет рассматривать настоятеля этого храма как проповедника ереси. У нас один Искупитель — Христос»[55].

### Канонизация слуг

Икона, представляющая царскую семью и прочих, канонизированных РПЦЗ — слуг (доктор Евгений Боткин, повар Иван Харитонов, лакей Алоизий Трупп, горничная Анна Демидова) и мучеников Алапаевской шахты (Елизавету Федоровну и великих князей)

Вместе с Романовыми были расстреляны и четверо их слуг, последовавших за своими господами в ссылку. РПЦЗ канонизировала их совместно с царской семьей. РПЦ указывала на формальную ошибку, совершенную РПЦЗ во время канонизации против обычая: «следует отметить не имеющее исторических аналогий в Православной Церкви решение включить в число канонизованных, принявших вместе с Царской Семьей мученическую кончину, царского слуги римского католика Алоизия Егоровича Труппа и лютеранки гофлектриссы Екатерины Адольфовны Шнейдер».
В качестве основания для подобной канонизации архиепископ Лос-Анджелесский Антоний (Синкевич) приводил довод, «что эти люди, будучи преданными царю, своей мученической кровью крестились, и они достойны, тем самым, быть канонизированными вместе с Семьёй».
Позиция собственно РПЦ по вопросу канонизации слуг: «В связи с тем, что они добровольно остались с Царской Семьей и приняли мученическую смерть, правомерно было бы ставить вопрос и об их канонизации». Помимо четверых, расстрелянных в подвале, Комиссия упоминает, что этот список должны были бы входить «убиенные» в различных местах и в разные месяцы 1918 года генерал-адъютант И. Л. Татищев, гофмаршал князь В. А. Долгоруков, «дядька» Наследника К. Г. Нагорный, детский лакей И. Д. Седнёв, фрейлина Императрицы А. В. Гендрикова и гофлектрисса Е. А. Шнейдер. Тем не менее, Комиссия заключила, что ей «не представляется возможным окончательное решение вопроса о наличии оснований для канонизации этой группы мирян, по долгу своей придворной службы сопровождавших Царскую Семью», так как сведений о широком поименном молитвенном поминовении этих слуг верующими нет, кроме того, нет сведений об их религиозной жизни и личном благочестии. Окончательный вывод был таков: «Комиссия пришла к заключению, что наиболее подобающей формой почитания христианского подвига верных слуг Царской Семьи, разделивших её трагическую участь, на сегодняшний день может быть увековечение этого подвига в житии Царственных мучеников».
Причислить к лику страстотерпцев претерпевших слуг царской семьи не представляется возможным, поскольку, как заявил член Синодальной комиссии протоиерей Георгий Митрофанов, «чин страстотерпцев с древности применяется только по отношению к представителям великокняжеских и царских родов».

### Чудеса
- Чудесное избавление сотни казаков в период Гражданской войны. Рассказ об этом событии появился в 1947 году в русской эмигрантской печати. Отряд белых казаков, окружённый и загнанный красными в непроходимые болота, воззвал о помощи к ещё не прославленному официально царевичу Алексею, так как, по утверждению полкового священника отца Илии, в беде следовало молиться царевичу, как атаману казачьих войск. На возражение солдат, что царская семья не прославлена официально, священник якобы ответил, что прославление происходит волею «Божьего народа», и клятвенно заверил остальных, что их молитва не останется без ответа, и действительно, казакам удалось выйти сквозь считавшиеся непроходимыми болота. Называются цифры спасённых заступничеством царевича — «43 женщины, 14 детей, 7 раненых, 11 стариков и инвалидов, 1 священник, 22 казака, всего 98 человек и 31 конь»[6][58].
- Нисхождение чудесного огня 15 февраля 2000 года в соборе Иверского мужского монастыря в Одессе. Утверждается, что во время богослужения на престоле храма появился язык снежно-белого пламени. По свидетельству иеромонаха Петра (Голубенкова):

Когда я закончил причащать людей и со Святыми Дарами вошёл в алтарь, после слов: «Спаси, Господи, люди Твоя и благослови достояние Твое» на престоле (на дискосе) появилась вспышка огня. Я поначалу не понял, что это такое, но потом, когда разглядел этот огонь, было невозможно описать той радости, которая охватила мое сердце. Сначала я подумал, что это — кусочек угля от кадила. Но этот маленький лепесточек огня был величиной с тополиный листок и весь белый-белый. Потом я сравнивал белый цвет снега — и невозможно даже сравнить — снег кажется сероватым. Я подумал, что это искушение бесовское такое бывает. И когда отнёс чашу со Святыми Дарами на жертвенник, возле престола никого не было, и многие прихожане видели, как лепестки Благодатного огня рассыпались по антиминсу, затем собрались воедино и вошли в напрестольную лампаду. Свидетельство того чуда схождения Святого огня продолжалось в течение дня…
- Нерукотворный образ в монастырском соборе села Боголюбово. В июле 2001 года в верхней полусфере потолка постепенно стал проявляться образ с короной на голове, в котором свидетели чуда узнали Николая II. По уверениям свидетелей, создать подобное искусственно не представляется возможным; утаить подобную работу, выстроив ночью леса до самого потолка, и при том уйти незамеченным было также невозможным. Утверждается, что образ возник не мгновенно, а проявлялся постоянно, словно на фотографической плёнке. По свидетельству прихожан Свято-Боголюбского храма, процесс на том не закончился, но с правой стороны иконостаса постепенно стал проявляться образ царицы Александры Фёдоровны с сыном[60].
- Нерукотворный образ в Параскево-Пятницком храме села Великодворье Гусь-Хрустального района Владимирской области. В притворе между двумя рамами окна была подвешена на веревочке небольшая деревянная рамка со стеклом. На стекле запечатлен нерукотворный образ Николая II. Ясно видно изображение царя в царских одеждах и нимбом вокруг головы. Память царской семьи почитается в этом храме ещё с периода игумена Панхария и отца Петра[61].
- Чудо о сухих ветвях 7 января 2007 года в храме Преображения Саввино-Сторожевского монастыря в Звенигороде, бывшего местом богомолья Николая II и его семьи. Одно из последних по времени чудес, признанных официальной церковной властью. Мальчики из монастырского приюта, пришедшие в храм, чтобы отрепетировать традиционное рождественское представление, якобы заметили, что лежавшие под стеклом иконы царственных мучеников давно засохшие ветви дали семь побегов (по числу лиц, изображённых на иконе) и выпустили зелёные цветы диаметром 1—2 см, напоминающие розы, причём цветы и материнская ветка принадлежали разным растительным видам. По свидетельству изданий, ссылающихся на это событие, служба, во время которой ветви были положены на икону, проводилась в Покров Пресвятой Богородицы, то есть тремя месяцами ранее. Чудесным образом выросшие четыре цветка были помещены в киот, где ко времени Пасхи «совершенно не изменились», но к началу Страстной седмицы Великого поста неожиданно выбросили зелёные побеги длиной до 3 см. Ещё один цветок отломился, был высажен в землю, где превратился в небольшое растение. Что случилось с остальными двумя, неизвестно. С благословения отца Саввы икону перенесли в собор Рождества Богородицы, в Саввин придел, где она, как видно, обретается и поныне[62][63].

Критика
По мнению профессора Московской духовной академии А. И. Осипова, при оценке сообщений о чудесах, связанных с царской семьёй, следует учитывать, что такие «факты сами по себе совсем ещё не подтверждают святости тех (человека, конфессии, религии), через кого и где они совершаются, и что подобные явления могут происходить и в силу веры — „по вере вашей да будет вам“ (Мф. 9:29), и по действию иного духа (Деян. 16:16-18), „чтобы прельстить, если возможно, и избранных“ (Мф. 24:24), и, возможно, по другим, пока неизвестным нам причинам».
Осипов отмечает также следующие аспекты канонических норм в отношении чудес:
- для церковного признания чуда необходимо свидетельство правящего епископа. Только после него можно говорить о природе данного явления — божественное ли это чудо или явление другого порядка; в отношении большинства описанных чудес, связанных с царственными мучениками, такие свидетельства отсутствуют;
- объявление кого-либо святым без благословения правящего епископа и соборного решения является неканоническим актом, и поэтому все упоминания о чудесах царственных мучеников до момента их канонизации должны восприниматься скептически;
- икона является образом канонизированного церковью подвижника, поэтому чудеса от написанных до официальной канонизации икон являются сомнительными[3].

## Реакция
В 2000 году председатель отдела внешних церковных сношений митрополит Смоленский и Калининградский Кирилл отметил, что канонизация царской семьи устранила одно из противоречий между РПЦ и РПЦЗ (которая канонизировала их на 20 лет раньше). Ту же точку зрения высказал князь Николай Романович Романов (председатель Объединения Дома Романовых), который отказался от участия в акте канонизации в Москве, сославшись, что присутствовал на церемонии канонизации, которая была проведена в 1981 году в Нью-Йорке РПЦЗ.
Андрей Кураев: «канонизирован был не образ правления Николая Второго, а образ его смерти… XX был страшным веком для русского христианства. И нельзя из него уйти, не подведя каких-либо итогов. Поскольку это был век мучеников, в канонизации можно было идти двумя путями: попробовать прославить всех новомучеников… Или канонизировать некоего Неизвестного солдата, почитать одну безвинно расстрелянную казачью семью, а вместе с нею миллионы других. Но этот путь для церковного сознания, наверное, был бы слишком радикальным. Тем более, что в России всегда существовало некое тождество „царь-народ“».
По словам протоиерея Георгия Митрофанова, члена Синодальной комиссии по канонизации святых:

у меня нет сомнений в святости последнего царя, Николая II. Оценивая критически его деятельность как императора, я, будучи отцом двоих детей (а он был отцом пятерых!), не могу представить себе, как он мог сохранять такое твёрдое и одновременно незлобивое состояние души в заключении, когда стало ясно, что все они погибнут. Его поведение в этот момент, эта сторона его личности вызывает моё глубочайшее почитание.
Царскую семью мы прославили именно как страстотерпцев: основанием для этой канонизации стала безвинная смерть, принятая Николаем II с христианским смирением, а не политическая деятельность, которая была довольно противоречива. К слову, и это осторожное решение многих не устроило, потому что кто-то не хотел этой канонизации вовсе, а кто-то требовал канонизации государя как великомученика, «ритуально от жидов умученного».